# 何塞·路易斯·萨尔加多
何塞·路易斯·萨尔加多（西班牙語：José Luis Salgado，1966年4月3日—），墨西哥男子足球运动员，司职后卫。他曾代表墨西哥国家队参加1994年国际足联世界杯，结果队伍止步十六强赛。